# Чубатка пишновуса

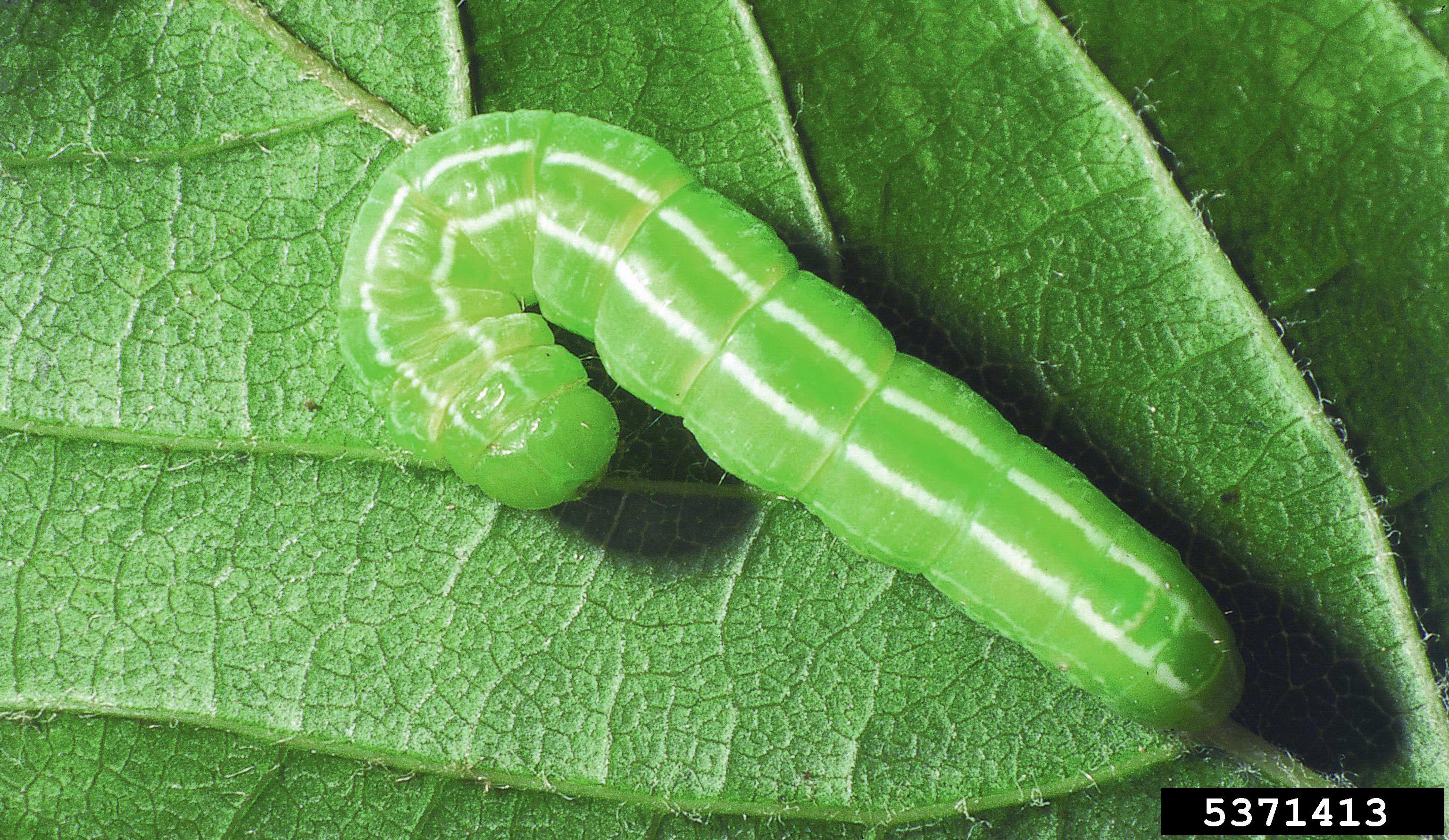
Гусінь

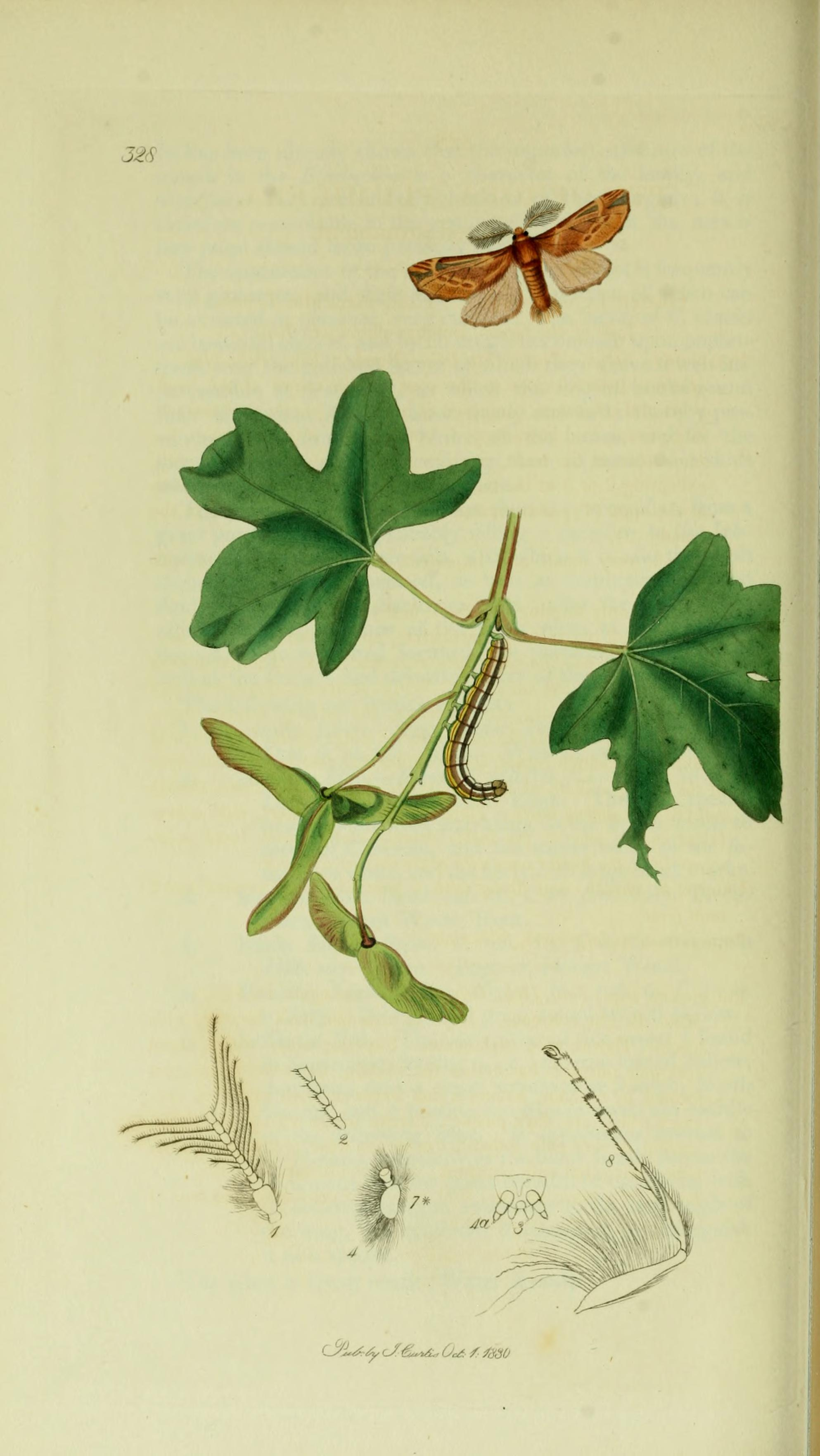
Ілюстрація Джона Куртіса

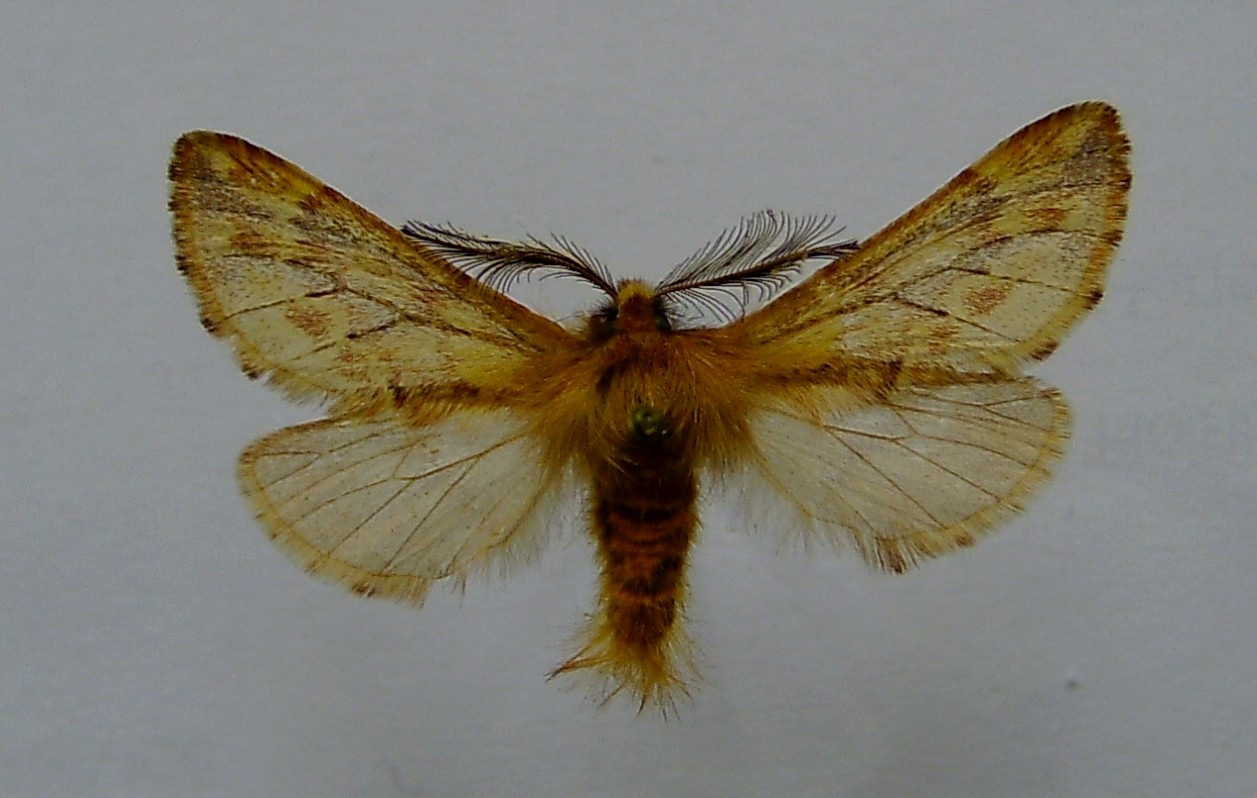
Імаго

Чубатка пишновуса (Ptilophora plumigera) — вид метеликів родини Зубницеві (Notodontidae). 

## Опис
Розмах крил становить 33-44 мм. Метелики літають з жовтня по листопад в залежності від місця розташування. Гусінь харчуються листям клену.

## Поширення
Метелики широко поширені в Європі,  нерідкісні і зустрічаються в деяких регіонах Далекого Сходу, Росії, на південь до Кавказу і з півночі на південної Скандинавії. Вони живуть в різних місцях проживання, таких як вологі листяні ліси, теплі схили, парки і сади. 

## Ресурси Інтернету
- http://www.vlindernet.nl/vlindersoort.php?vlinderid=443 [Архівовано 26 липня 2012 у Wayback Machine.]
- Lepidoptera of Belgium [Архівовано 30 липня 2012 у Wayback Machine.]
- UKmoths [Архівовано 17 січня 2013 у Wayback Machine.]

| Ентомологія | Це незавершена стаття з ентомології. Ви можете допомогти проєкту, виправивши або дописавши її. |